# Noah Schnapp
Noah Schnapp (Scarsdale, Nova York, 3 d'octubre de 2004) és un actor nord-americà conegut per la seva interpretació de Will Byers en la sèrie de ciència-ficció produïda per Netflix Stranger Things, i per la seva doblatge de veu de Charlie Brown a The Peanuts Movie.També va aparèixer en la pel·lícula de Steven Spielberg de 2015 Bridge of Spies. Va tornar per a la segona temporada de Stranger Things, que es va estrenar el 27 d'octubre de 2017.

## Filmografia

### Pel·lícules
| Any  | Títol                    | Paper         | Notes      |
| ---- | ------------------------ | ------------- | ---------- |
| 2015 | Bridge of Spies          | Roger Donovan | Completada |
| 2015 | The Peanuts Movie        | Charlie Brown | Voz        |
| 2016 | Angry Birds: la película | Jay           | Voz        |
| 2017 | We Only Know So Much     | Otis Copeland | Completada |
| 2017 | The Circle               | Lucas         | Completada |
| 2020 | Hubie halloween          | Tommy         | Completada |

## Sèries
| Any          | Títol           | Paper      | Notes                                                                                  |
| ------------ | --------------- | ---------- | -------------------------------------------------------------------------------------- |
| 2016–present | Stranger Things | Will Byers | Screen Actors Guild Award for Outstanding Performance by an Ensemble in a Drama Series |

## Altres crèdits

### Videojocs
| Any  | Títol                                       | Paper         | Notes |
| ---- | ------------------------------------------- | ------------- | ----- |
| 2015 | The Peanuts Movie: Snoopy's Grand Adventure | Charlie Brown | Voz   |

### Vídeos musicals
| Any  | Títol        | Artista             |
| ---- | ------------ | ------------------- |
| 2016 | "LA Devotee" | Panic! at the Disco |